# Waldemar Schütz
Karl Waldemar Schütz (* 9. Oktober 1913 in Dausenau an der Lahn; † 9. September 1999 in Raubling bei Rosenheim) war Inhaber verschiedener rechtsextremer Verlage, Mitglied der NSDAP, der Waffen-SS, der DRP und der NPD und Herausgeber der Deutschen Nachrichten, des Parteiwochenzeitung der NPD.

## Leben
Schütz besuchte die Volksschule in Dausenau und die Oberrealschule in Bad Ems. Danach absolvierte er eine Ausbildung zum Verlagskaufmann und Schriftleiter und trat in die Redaktion der Lahn-Zeitung ein. Schütz war ab 1928 Mitglied der Hitler-Jugend und bekam später auch das goldene HJ-Abzeichen. Bis 1937 journalistisch tätig, wurde er schließlich als Ordensjunker eingesetzt. Zum 1. November 1936 trat er der NSDAP bei (Mitgliedsnummer 3.186.496). Als Angehöriger der Waffen-SS (SS-Nr. 372.395; Mitglied der Leibstandarte SS Adolf Hitler) zog er 1939 in den Krieg und wurde schließlich Führer einer Tiger-Panzerkompanie. Er wurde fünfmal schwer verwundet. Am 20. April 1944 wurde er zum SS-Hauptsturmführer befördert. Von 1945 bis 1946 war er in amerikanischer Kriegsgefangenschaft.
Ab 1947 war Schütz als selbständiger Kaufmann tätig und gründete 1949 oder 1950 zusammen mit Leonhard Schlüter den Plesse-Verlag und die Göttinger Verlagsanstalt. Nach Angaben des britischen Geheimdienstes hatte er 1953 Kontakte zum Naumann-Kreis, einer Vereinigung von Altnazis rund um den ehemaligen Staatssekretär im Reichspropagandaministerium Werner Naumann, die die FDP unterwandern wollte. 1955 wurde der Stand seines Plesse-Verlages auf der Frankfurter Buchmesse von Buchhändlern entfernt und in der Folge vom Börsenverein des Deutschen Buchhandels nicht mehr zur Messe zugelassen, woraufhin er den Verlag K. W. Schütz gründete; zu seinen Autoren zählen beispielsweise Hans Grimm (Volk ohne Raum), Staatssekretär a. D. Werner Naumann, der ehemalige Kampfpilot Hans-Ulrich Rudel und Jochen Stern (Und der Westen schweigt. Erlebnisse, Berichte, Dokumente über Mitteldeutschland 1945–1975).
Der Verlag K. W. Schütz veröffentlichte vor allem Autoren aus dem rechtsextremen Spektrum, der Hilfsgemeinschaft auf Gegenseitigkeit der Angehörigen der ehemaligen Waffen-SS, der Ordensgemeinschaft der Ritterkreuzträger sowie der Deutschen Wochen-Zeitung, darunter Peter Kleist, einstiger persönlicher Referent des NS-Außenministers Joachim von Ribbentrop und Gründungsmitglied der Gesellschaft für Freie Publizistik, Georg Franz-Willing, Mitarbeiter beim Institute for Historical Review, Erich Kern, Adolf von Thadden, Rolf Kosiek, Paul Hausser, Kurt Meyer, Felix Steiner und der ehemalige SS-Obersturmführer Ernst-Günther Krätschmer, der die Gaeta-Hilfe gründete, um die Freilassung Walter Reders zu erwirken. Im Frühjahr 1992 wurde der Verlag K. W. Schütz vom rechtsextremen Nation-Europa-Verlag übernommen, der einen Teil der Schütz-Titel weiterführt.
Vom 15. Juni 1955 bis zum 5. Mai 1959 war Schütz für die Deutsche Reichspartei (DRP) Abgeordneter des Niedersächsischen Landtags (3. Wahlperiode). Er rückte für Johannes Hertel nach. Vom 6. Juni 1967 bis zum 20. Juni 1970 gehörte Schütz als NPD-Mitglied erneut dem Landtag in Niedersachsen (6. Wahlperiode) an.
Von 1961 bis zur Auflösung der Partei 1964 gehörte Schütz der Parteileitung der DRP an. In den innerparteilichen Auseinandersetzungen gehörte er zur Gruppe um Adolf von Thadden. 1964 war Schütz Mitglied im Gründungsvorstand der NPD; später leitete er die Abteilung Presse und Information der NPD. Schütz wird zu der kleinen Führungsgruppe gezählt, die ab 1955 die Politik der DRP bestimmte und – personell weitgehend identisch – in den 1960er Jahren die NPD kontrollierte.
Ab August 1955 war Schütz für die DRP-Parteizeitung Der Reichsruf verantwortlich. Ab 1957 wurde die Zeitung unter der Federführung von Schütz zu einer „allgemeiner orientierten Wochenzeitung“ ausgebaut, mit der „offensichtlich eine breitere Schicht von Rechtsextremisten außerhalb der DRP“ angesprochen werden sollte. 1959 war er Mitbegründer der Deutschen Wochen-Zeitung (DWZ), die er mehr als 25 Jahre führte. Die DWZ kooperierte eng mit dem Reichsruf. Am 1. Januar 1986 verkaufte Schütz die von der Einstellung bedrohte DWZ an Gerhard Frey, blieb jedoch Mitherausgeber. Der Reichsruf wurde nach der Gründung der NPD in das NPD-Blatt Deutsche Nachrichten umgewandelt, dessen Verleger Schütz war. Schütz war zudem Leiter des National-Verlages.
Mitte 1960 wurde gegen Schütz ein Strafverfahren eingeleitet. Verfahrensgegenstand war die Herausgabe der Publikation Waffen-SS im Einsatz von Paul Hausser, die mit Siegrunen und dem SS-Wahlspruch „Meine Ehre heißt Treue“ aufgemacht war. Das Buch war zuvor von der Bundesprüfstelle für jugendgefährdende Schriften indiziert worden. Schütz war bis 1955 Schriftleiter der Hilfsgemeinschaft auf Gegenseitigkeit der Angehörigen der ehemaligen Waffen-SS (HIAG) gewesen. Er schied wegen seines Engagements in der DRP aus, da die HIAG in ihrer Außendarstellung Kontakte zu rechtsextremen Parteien vermied.
Am 29. November 1964 gründete Schütz die Deutsche Verlagsgesellschaft Rosenheim (DVG) (mit heutigem Sitz in Preußisch Oldendorf), deren Geschäfte er bis kurz vor seinem Tod führte. Die Verlagsauslieferung der DVG wurde über die ab 1947 bestehende „Kölle-Druck“ des ehemaligen NPD-Funktionärs Erwin Höke abgewickelt, der seinen Anteil am Betrieb 1993 seinem Sohn Rainer übergab. Auch Schütz war Mitinhaber der Kölle-Druck in Preußisch-Oldendorf. 1993 und 1994 kam es in der Druckerei zu Durchsuchungen, in deren Verlauf rund 3.000 Exemplare der Zeitschrift Die Bauernschaft von Thies Christophersen beschlagnahmt wurden. Auch Christophersens Die Auschwitz-Lüge wurde hier gedruckt. Im Gebäude von Kölle-Druck befindet sich außerdem der Deutsche Buchversand von Peter Dehoust und die 1985 von Schütz unter dem Motto „veritas – iustitia – futurum“ ins Leben gerufene Vereinigung Kultur- und Zeitgeschichte, Archiv der Zeit.
Seine letzten 15 Lebensjahre widmete Schütz vorzugsweise der Zeitgeschichte. Sein Ziel war die „Sicherung eines wahren Geschichtsbildes und die Übermittlung der wirklichen deutschen Verhältnisse im 20. Jahrhundert für die künftigen Generationen“ aus der Sicht seines nationalsozialistischen Weltbildes, da Schütz meint, dass das Geschichtsbild nach 1945 systematisch verfälscht worden sei. Neben Unterhalt und Ausbau einer Fachbibliothek für Geschichte, Politik und Wehrkunde sowie eines Zeitungs- und Dokumentenarchivs spielte die Herausgabe geschichtsrevisionistischer Publikationen, unter anderem der Vierteljahresschrift Deutsche Geschichte im 20. Jahrhundert, eine wesentliche Rolle.
Die  „Gesellschaft für Freie Publizistik“, deren stellvertretender Vorsitzender Waldemar Schütz seit 1992 war, verlieh ihm 1979 die Ulrich-von-Hutten-Medaille. Nachfolger von Schütz im „Archiv der Zeit“ wurde Hans-Ulrich Kopp.